# 福島市立佐原小学校
福島市立佐原小学校（ふくしましりつ さばら しょうがっこう）は、福島県福島市にある公立小学校である。

## 概要
福島市街地南西部の西地区に位置し、当地区の北西部を通学区域とする。2020年5月1日現在、3学級26名の児童が在籍する。

## 沿革
- 1875年2月8日 - 慈徳寺本堂を仮校舎とし、公立佐原小学校初等科として創立。
- 1883年12月18日 - 字田中内に校舎が落成。後に自治体合併を経て信夫郡佐倉村立佐倉小学校佐原分校となる。
- 1956年9月 - 佐倉村が福島市に編入され、福島市立佐倉小学校佐原分校となる。
- 1957年4月1日 - 佐原分校が廃止され福島市立佐原小学校として新たに設置される。
- 1994年2月25日 - 現在の校舎（RC造2階建）と屋内運動場が竣工する。
- 1994年3月11日 - 落成した校舎が引き渡され現在地に移転する。なお、旧校舎跡地は後に、2011年3月11日に発生した東日本大震災に伴う福島第一原子力発電所事故による避難者のための仮設住宅建設地として用いられた。
- 1996年3月21日 - 水泳プール（25m×9m 5コース）が竣工する。

## 教育方針
教育目標
- 豊かな心を持ち、創造的で実践力のあるたくましい児童を育成する

## 学校行事
| - 4月 - 5月 - 6月 | - 7月 - 8月 - 9月 | - 10月 - 11月 - 12月 | - 1月 - 2月 - 3月 |

## 通学区域
- 西地域
  - 佐原[2]

## 進学先中学校
- 福島市立西信中学校[3]

## 学区 / 校区内の主な施設
- 国道115号荒井バイパス
- あづま総合運動公園

## 交通
- JR福島駅より福島交通路線バス佐原行乗車30分、下林下車、徒歩約1分。